# Homofon
Homofoner er ord, der staves forskelligt, men udtales ens.

## Eksempler
Her er nogle eksempler på homofoner anført efter udtale:
- [ˈlɑjə]
  - "leje" (underlag til at ligge på, seng, rulle)
  - "lege" (flertal af "en leg")
  - "lege" (at deltage i en leg)
- [ˈvεˀɐ̯]
  - "vær" (bydeform af "at være")
  - "hver" ("enhver", alle medlemmer i en gruppe enkeltvis betragtet)
  - "vejr" (vejrlig, vind-, temperatur- og nedbørsforhold)
  - "værd" (værdi, pris, anseelse